# Hvalnica norosti
‎
Hvalnica norosti je delo, satira Erazma Rotterdamskega, enega najpomembnejših humanistov. V satiri napada rimskokatoliško cerkev in se norčuje iz pokvarjenih in nevednih duhovnikov ter trdi, da udobno živijo samo zaradi ljudske neumnosti. V delu zahteva, naj se bogoslovje opre le na evangelij.